# Michel Charzat
Michel Charzat (*25 de diciembre de 1942 en París) es un político francés.

## Publicaciones
- Le CERES, un combat pour le socialisme (en colaboración con Ghislaine Toutain), Calmann-Lévy, Paris, 1975
- Georges Sorel et la révolution au XXe siècle, Hachette « Essais », Paris, 1977
- Otto Bauer et l’austro-marxisme, Martinsart, Paris, 1978
- Le syndrôme de la gauche, Grasset, Paris, 1979
- La France et le déclin, PUF, Paris, 1988
- Un nouvel horizon (en colaboración con), Gallimard, coll. « Le Débat », Paris, 1992
- Le Paris citoyen, Stock, Paris, 1998
- Politiquement libre, démocratie ou libéralisme : le pari de la Cité, La Découverte, Paris, 1999